# Curcuma meraukensis
Curcuma meraukensis là một loài thực vật có hoa trong họ Gừng. Loài này được Theodoric Valeton mô tả khoa học đầu tiên năm 1913. Mẫu định danh: Versteeg n. 1953.

## Từ nguyên
Tính từ định danh meraukensis lấy theo tên huyện Merauke, nơi thu thập mẫu vật.

## Phân bố
Loài này tìm thấy ở miền nam đảo New Guinea, trong huyện Merauke, đông nam tỉnh Papua, Indonesia.

## Mô tả
Cây cao tới 40 cm. Thân rễ hình cầu nhỏ, không phân nhánh. Rễ ngắn với các củ hình thoi ép dẹp ở tận cùng. Lá hình elip hoặc thuôn dài, cuống trung bình, nhẵn nhụi, dài 20–30 cm, cuống dài 8–12 cm. Cụm hoa ở giữa, mào màu tía dài 15 cm, rộng 5 cm. Lá bắc hoa dài 3,2 cm, rộng 2 cm, hình trứng ngược, đỉnh thuôn tròn, có mấu nhọn, hợp sinh đến giữa. Lá bắc mào hình mác, dài 5,5 cm rộng 1,8 cm, đỉnh tù, có mấu nhọn, hợp sinh ở đáy tới 0,8 cm, cả hai mặt có lông tơ mịn, non màu tía, già xanh lục. Lá bắc con ngắn. Hoa dài 4,5 cm, màu vàng nhạt. Bầu nhụy rậm lông. Đài hoa 3 răng, răng lưng có gờ, rậm lông; các răng bên hình trứng ngắn tù, nhẵn nhụi, dài 1,2 cm. Ống tràng dài 1,5 cm, vòng rậm lông và dày. Thùy lưng môi dài, có nắp dài 3 mm, nhiều lông. Cánh môi hình trứng, dài rộng 1,2 cm. Nhị lép thuôn rất dài, xấp xỉ dài bằng cánh hoa lưng, 2 lần dài hơn nhị hoa, thuôn dài-thuôn tròn, dài 1,4-1,6 cm rộng 0,6 cm. Nhị ngắn, cựa thẳng, 2 lần ngắn hơn mô vỏ bao phấn. Phần phụ liên kết thuôn tròn, tách biệt (0,5 mm).